# Fundusfeiler
De Fundusfeiler is een 3079 meter hoge bergtop in de Ötztaler Alpen in het Oostenrijkse Tirol.
De berg ligt in het noorden van de Geigenkam en kan zowel in winter als zomer beklommen worden. De top is via een makkelijke bergtocht te bereiken zonder dat daarbij over gletsjers hoeft te worden getrokken.
In de zomer vormen de Frischmannhütte en de Ludwigsburger Hütte startpunt voor tochten naar de top. De laatstgenoemde is ook 's winters uitgangspunt voor beklimmingen.